# Гламоч
Гламоч (босн. , серб. и хорв. Glamoč / Гламоч) — город, центр одноимённой общины в западной части Боснии и Герцеговины. Административно является частью Герцегбосанского кантона Федерации Боснии и Герцеговины.

## Население

### 1971 год
- Всего — 16,979 (100 %)
- Сербы — 13,870 (81,68 %)
- Босняки — 2,621 (15,43 %)
- Хорваты — 378 (2,22 %)
- Югославы — 31 (0,18 %)
- Другие — 79 (0,49 %)

### 1991 год

#### Община
- Всего — 12,593 (100 %)
- Сербы — 9,951 (79,02 %)
- Босняки — 2,257 (17,92 %)
- Хорваты — 184 (1,46 %)
- Югославы — 118 (0,93 %)
- Другие — 83 (0,67 %)

#### Город
- Всего — 4,256 (100 %)
- Сербы — 3,254 (76,45 %)
- Босняки — 852 (20,01 %)
- Хорваты — 43 (1,01 %)
- Югославы — 91 (2,13 %)
- Другие — 16 (0,40 %)

### 2003 год
По оценкам НАТО:
- Всего — 4,981 (100 %)
- Сербы — 3387 (68 %)
- Хорваты — 802 (16,1 %)
- Босняки — 792 (15,9 %)

## Известные люди
- Вуле Тривунович, футболист
- Мирослав Чангалович, оперный и концертный певец
- Здравко Толимир, командующий армией боснийских сербов
- Душан Якишич, артист
- Веселин Бадров, постановщик фильмов
- Обрад Пиляк, боснийский политик времён СФРЮ
- Славко Загорац, футболист и менеджер
- Мирсад Бегич, скульптор

## Населённые пункты общины
Бабича Брдо, Биличич, Ваган, Видимлие, Врба, Долац, Драгнич, Дубраве, Джуличан, Гламоч, Главица, Заглавица, Заяруга, Исаковци, Якир, Камен, Карайзовци, Карловац, Копич, Корична, Ковачевци, Красинац, Малкочевци, Мало Село, Маслина Страна, Младешковци, Оцак, Опачич, Пердухово Село, Петрово Врело, Подглавица, Подградина, Подгреда, Поткрай, Поповичи, Прибеля, Прияни, Радаслие, Райичке, Релино Село, Роре, Рудине, Скуцани, Старо Село, Стекеровци, Чирићи, Чослие, Халапич, Хасанбеговци, Хасичи, Хотковци, Хозичи, Хрбине, Црни Врх и Шумняци.